# Cigclisula turrita
Cigclisula turrita is een mosdiertjessoort uit de familie van de Colatooeciidae. De wetenschappelijke naam van de soort is, als Lepralia turrita, voor het eerst geldig gepubliceerd in 1873 door Smitt.